# Allium hookeri
Allium hookeri — вид трав'янистих рослин родини амарилісові (Amaryllidaceae), поширений у південній Азії.

## Опис
Корені подовжені, товсті, м'ясисті. Цибулини кластеризовані, циліндричні, оболонки перетинчасті. Листки від лінійних до широких, коротші майже рівні стеблині, 0.5–1 см завширшки, середня жилка чітко виражена. Стеблина (10)20–60 см. Зонтик від півсферичного до кулястого, багатоквітковий. Оцвітина біла або зеленувато-жовта до жовтої; сегменти схожі, ланцетні, 4–7.5 × 1–1.5 мм, верхівка загострена, іноді неоднаково 2-лопатева.
Цвітіння й плодоношення: липень — жовтень.

## Поширення
Поширення: Китай (Тибет, Юньнань, Сичуань), Бутан, пн.-сх. Індія, Шрі-Ланка, М'янма.
Населяє ліси, узлісся, вологі місця, луки; 1400–4200 м.